# Antti Matikkala
Antti Samuli Matikkala, född 13 november 1979 i Uleåborg, död 14 januari 2019 i Helsingfors, var en finländsk heraldiker och faleristiker. Han disputerade vid Cambridge universitet och var ledamot av Académie Internationale d’Héraldique samt ledamot i styrelsen för Societas Heraldica Scandinavica.